# Línea Villacañas-Santa Cruz de la Zarza
La línea Villacañas-Santa Cruz de la Zarza fue un antiguo ferrocarril español de carácter secundario. La línea fue construida durante el transcurso de la Guerra Civil como una prolongación del llamado «Ferrocarril de los cuarenta días», con el objetivo de lograr conectar Madrid —que se hallaba sitiado— con los ferrocarriles que iban a Levante. Abandonada tras el final de la contienda, volvería a estar en servicio entre 1954 y 1965, hasta su cierre definitivo por no ser rentable su explotación. En la actualidad existe un proyecto para reconvertir el antiguo trazado en la llamada Vía verde «Don Quijote».

## Historia

### Orígenes y construcción
Tras el comienzo de la Guerra Civil, durante el otoño de 1936 las fuerzas sublevadas se acercaron a la capital, cortando los ferrocarriles que unían Madrid con Andalucía y el Levante. Las autoridades republicanas pusieron en marcha la construcción de un nuevo ferrocarril que permitiera enlazar de nuevo a la capital. La llamada «Vía Negrín» —llamada así por el presidente del gobierno Juan Negrín— permitía conectar la capital con la línea Madrid-Cuenca a la altura de Tarancón, pero hacía falta una segunda conexión para enlazar con la línea Madrid-Alicante. Por ello, se diseñó un pequeño ferrocarril que partía desde la estación de Villacañas y llegaba hasta Santa Cruz de la Zarza, a pocos kilómetros de Tarancón. El proyecto, obra del ingeniero Fermín García González, fue aprobado y decretada su construcción a finales de agosto de 1937.

### Explotación
La línea Villacañas-Santa Cruz de la Zarza, con una longitud de 41,248 km, fue abierta al servicio en 1938. Llegó a ser empleada por convoyes militares republicanos, pero tuvo una vida corta, ya que la guerra acabó en abril de 1939. Tras la contienda el «ferrocarril de los cuarenta días» sería desmantelado, mientras que el trazado Villacañas-Santa Cruz de la Zarza quedó abandonado. La infraestructura había sido construida con tanta premura que presentaba graves deficiencias para su explotación, y ni siquiera se habían construido edificios para las estaciones, limitándose al levantamiento de barracones. En previsión de su posible uso para el transporte de productos como los cereales, vinos y aceites, las autoridades franquistas valoraron su mantenimiento y se encomendó el proyecto de reforma de la línea al ingeniero Juan Gil-Delgado Agreta. En 1941, con la nacionalización de los ferrocarriles de ancho ibérico, las infraestructuras pasaron a manos de RENFE.
La línea volvería a ser a reabierta en 1954, tras haberse finalizado los trabajos de reforma. La inauguración oficial tuvo lugar el 11 de julio de 1954, si bien no entraría en servicio hasta un mes después, el 11 de agosto. En aquella ocasión la longitud del trazado era de 42,71 kilómetros y se habían renovado considerablemente tanto la plataforma como la vía con respecto a la línea construida durante el transcurso de la Guerra Civil. También contaba con tres nuevas estaciones: Lillo, Corral de Almaguer y Villatobas.
En un principio los servicios comerciales se realizaron mediante locomotoras de vapor, consistiendo estos en dos circulaciones diarias por sentido; un tren Correo que efectuaba el trayecto Tarancón-Santa Cruz de la Zarza-Villacañas y un Ómnibus que prolongaba su recorrido hasta Alcázar de San Juan. Desde 1961 también se introdujo material motor diésel, con el empleo de automotores ligeros que hacían estas rutas. Sin embargo, la línea no terminó cumpliendo las expectativas creadas y su explotación se acabó revelando como altamente deficitaria. Por esta razón, RENFE decidió su clausura al tráfico de pasajeros y mercancías en octubre de 1965.
A pesar del hecho de que la línea ya se encontraba clausurada, las vías no fueron levantadas hasta 1995.

## Estaciones
Esta lista es actualizada periódicamente por un bot usando los contenidos de Wikidata, por lo que cualquier cambio manual se perderá.
| Nombre                             | Municipio              | Coordenadas                                                    | Estado | Wikidata   | Commons                              | Imagen |
| ---------------------------------- | ---------------------- | -------------------------------------------------------------- | ------ | ---------- | ------------------------------------ | ------ |
| estación de Santa Cruz de la Zarza | Santa Cruz de la Zarza | 39°58′23″N 3°10′50″O / 39.97313888888889, -3.1804444444444444  |        | Q5847171   | Santa Cruz de la Zarza train station |        |
| estación de Lillo                  | Lillo                  | 39°43′10″N 3°17′53″O / 39.719512, -3.297936                    |        | Q113125757 | Lillo train station                  |        |
| estación de Corral de Almaguer     | Corral de Almaguer     | 39°48′50″N 3°15′12″O / 39.81388888888889, -3.25325             |        | Q116690685 | Corral de Almaguer train station     |        |
| estación de Villatobas             | Santa Cruz de la Zarza | 39°53′35″N 3°12′02″O / 39.892916666666665, -3.2006666666666668 |        | Q116690699 |                                      |        |